# محیط اجتماعی

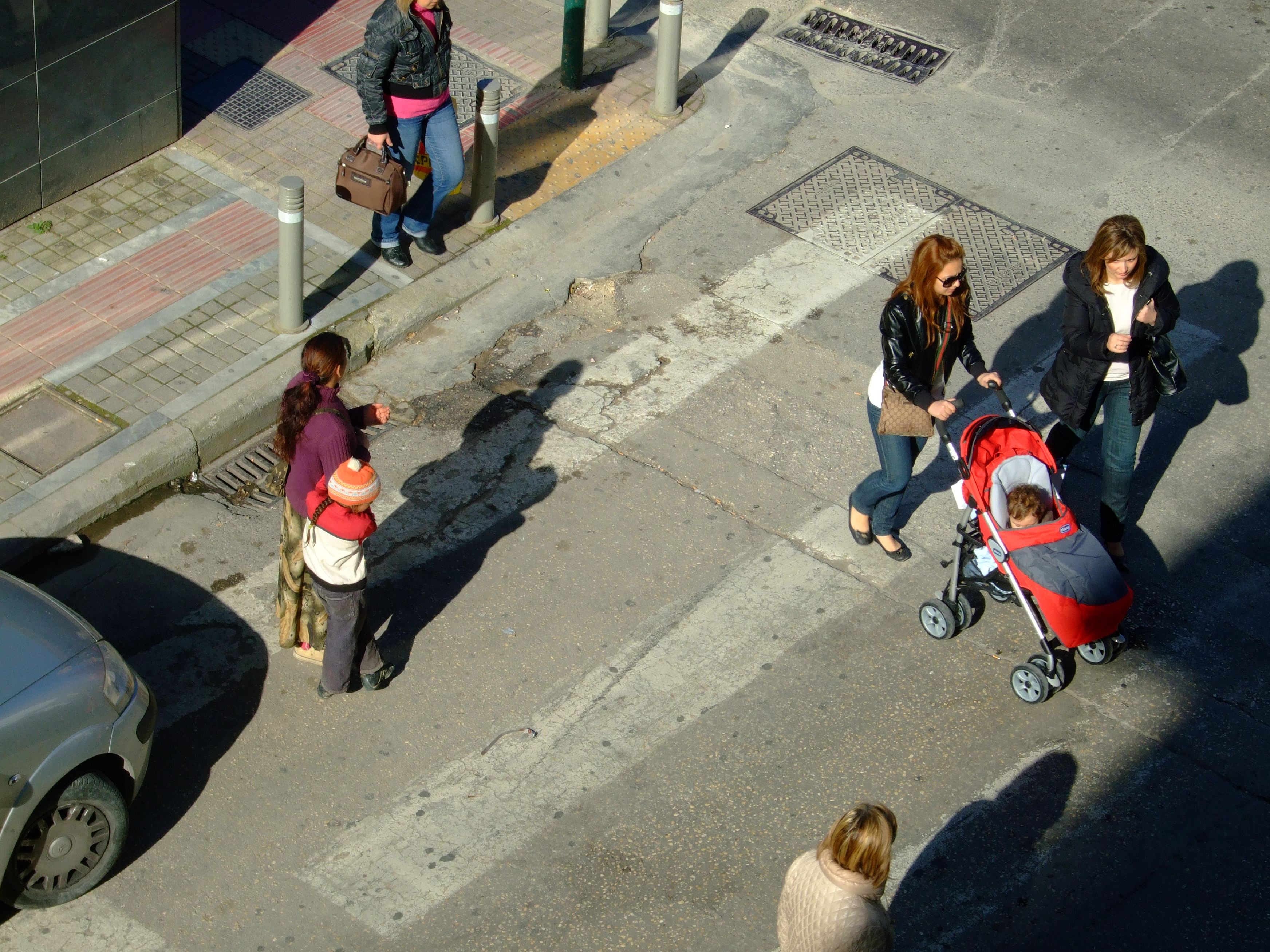
زنی در حال گدایی در پاتراس یونان.

محیط اجتماعی (به انگلیسی: Social environment)، زمینه اجتماعی، بافت اجتماعی-فرهنگی یا محیط فیزیکی و اجتماعی نزدیک که افراد در آن زندگی می‌کنند یا چیزی در آن اتفاق می‌افتد یا توسعه می‌یابد اشاره دارد. این موضوع فرهنگی که فرد در آن تحصیل کرده یا در آن زندگی می‌کند و افراد و نهادهایی که با آنها تعامل دارند را دربر می‌گیرد. این تعامل ممکن است شخصی یا از طریق رسانه‌های ارتباطی، حتی ناشناس یا یک‌سویه باشد، و ممکن است به معنای برابری پایگاه اجتماعی نباشد. محیط اجتماعی مفهومی گسترده‌تر از طبقه اجتماعی یا گروه اجتماعی است.